# Пархоменко Сергій Ігорович
Сергій Ігорович Пархоменко (нар. 14 січня 1997, м. Харків — пом. 14 травня 2022, м. Гуляйполе, Запорізька область) — український військовослужбовець, капітан Збройних Сил України, учасник російсько-української війни, який відзначився і загинув під час російського вторгнення в Україну. Герой України (2022, посмертно).

## Життєпис
Народився 14 січня 1997 року в місті Харкові, в сім'ї військових авіаторів. З дитинства мріяв про небо та бажав пов'язати своє життя з авіацією. Закінчив Київський військовий ліцей імені Івана Богуна.
У той час, коли його батько Ігор Пархоменко під час війни на сході України у 2014 році виконував бойові завдання у повітрі, Сергій вступив на льотний факультет Харківського національного університету Повітряних Сил імені Івана Кожедуба, який успішно закінчив 2019 року, здобувши кваліфікацію військового льотчика 3 класу.
Маючи за приклад свого батька та діда, Сергій виявив бажання проходити службу в бригаді тактичної авіації імені генерал-лейтенанта Василя Нікіфорова та літати на літаках Су-25. Попри молодий вік, на момент російського вторгнення в Україну, вже обіймав посаду командира авіаційної ланки 299-тої бригади тактичної авіації Повітряних сил ЗСУ. В боях з російським агресором проявив себе звитяжним воїном, достойним сином українського народу і гідним нащадком своєї родини військових льотчиків.
```
З першого дня відбиття російського вторгнення в Україну, виконав 38 бойових вильотів у складних умовах протидії ворожих засобів ППО та винищувальної авіації, під час яких знищив більше ніж 20 ворожих танків, понад 50 бойових броньованих машин, 55 транспортних засобів, 20 цистерн з пальним та кількасот солдатів і офіцерів рашистів. Неодноразово уміло виводив авіаційну техніку з-під ракетних ударів ворога
[
3
]
.
```

За мужність і патріотизм, проявлені під час захисту Батьківщини від російської агресії, Указом Президента України № 292/2022 від 2 травня 2022 року «Про відзначення державними нагородами України» був нагороджений орденом Богдана Хмельницького III ступеня.
14 травня 2022 року, виконуючи бойове завдання  під час вильоту з метою завдання удару по скупченню автомобільної та броньованої техніки окупантів у Запорізькій області в районі міста Гуляйполе, капітан Сергій Пархоменко героїчно загинув, до останнього залишаючись відданим та непохитним захисником українського народу.
Оскільки у регіоні, звідки був родом Сергій, на той час тривали бойові дії, в останню путь Героя провели 18 травня 2022 року у м. Вінниці.
29 серпня 2022 року в День пам’яті захисників України, які загинули в боротьбі за незалежність, суверенітет і територіальну цілісність нашої держави, Президент України Володимир Зеленський вручив орден «Золота Зірка» членам родини загиблого Героя України.

## Родина
Залишилися батьки, дружина та син, який народився у березні 2022 року.
Батьку Сергія, Ігорю Валерійовичу Пархоменку, 8 травня 2025 року також присвоєно звання Героя України. 12 травня 2025 року Президент України Володимир Зеленський вручив полковнику Пархоменку орден «Золота Зірка», під час заходу було повідомлено, що він — «пілот Су-25, повний кавалер ордена Богдана Хмельницького. Здійснив 293 бойові вильоти, із яких 257 – на вогневе ураження, зокрема знищив міст у тимчасово окупованих Олешках і російську колону. У бою на Запоріжжі Ігор Пархоменко втратив сина-льотчика – 25-річного Сергія Пархоменка, якому присвоєно звання Герой України посмертно. Молодший син Микита також захищає українське небо...». 

## Нагороди
- звання Герой України з удостоєнням ордена «Золота Зірка» (20 травня 2022, посмертно) — за особисту мужність і героїзм, виявлені у захисті державного суверенітету та територіальної цілісності України, вірність військовій присязі[12].
- орден Богдана Хмельницького III ст. (2 травня 2022) — за особисту мужність і самовіддані дії, виявлені у захисті державного суверенітету та територіальної цілісності України, вірність військовій присязі[13].

## Вшанування пам'яті
У місті Вінниці у новому 10-му мікрорайоні вулицю назвали на честь Сергія Пархоменка.
У місті Харкові провулок Чкалова перейменували на провулок Сергія Пархоменка.